# خواب نیمروزی

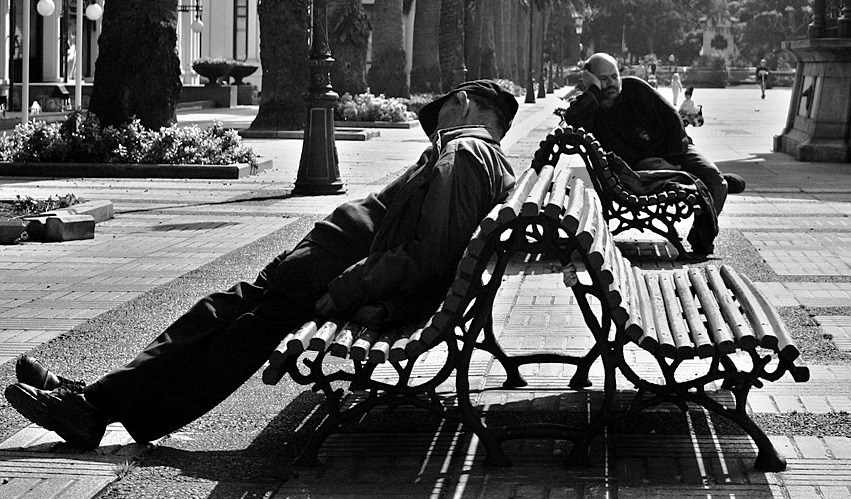
خواب نیمروزی در گالیسیای اسپانیا.

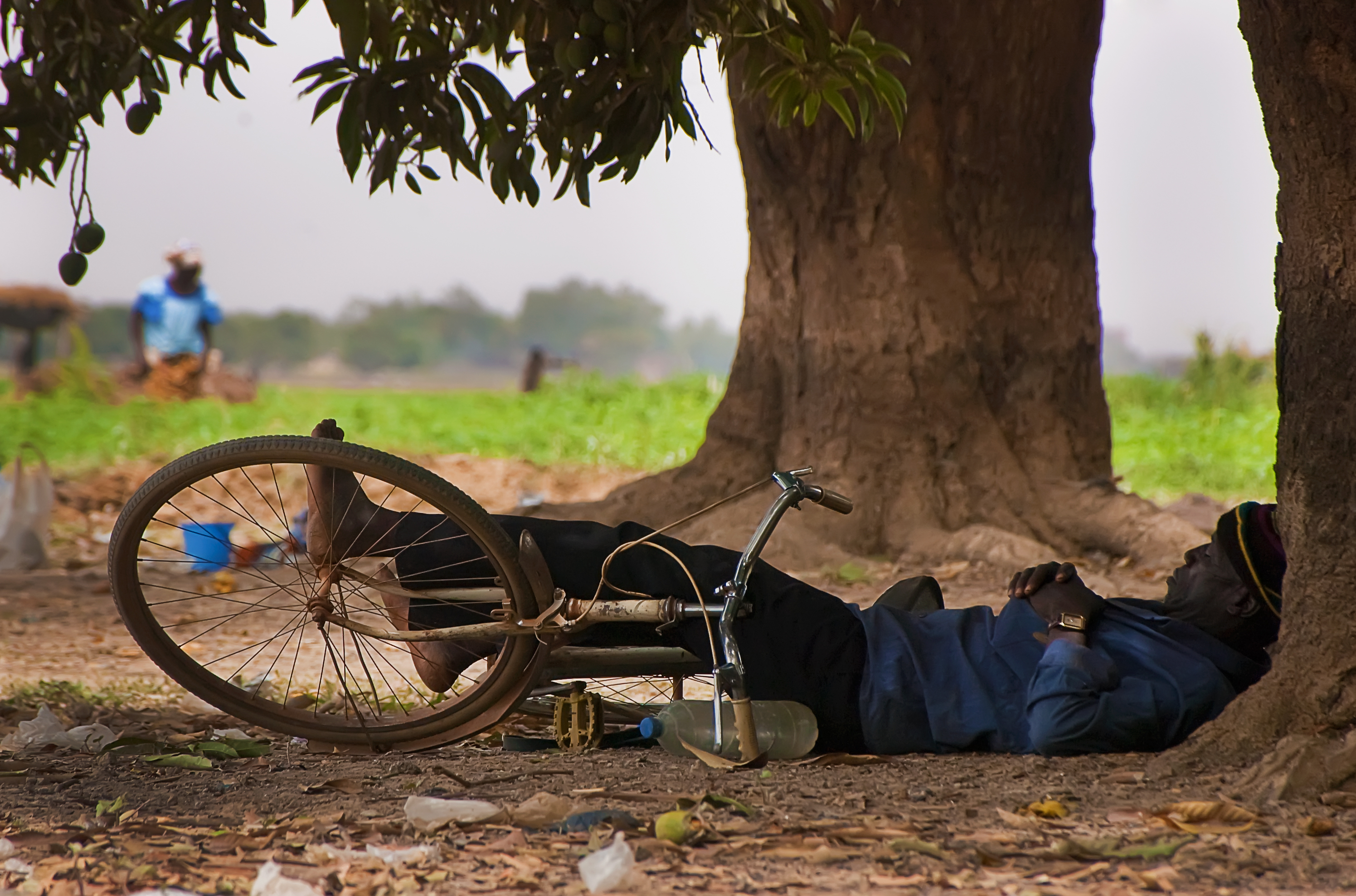
خواب نیمروزی در پای درخت انبه در آواگادوگو بورکینافاسو.

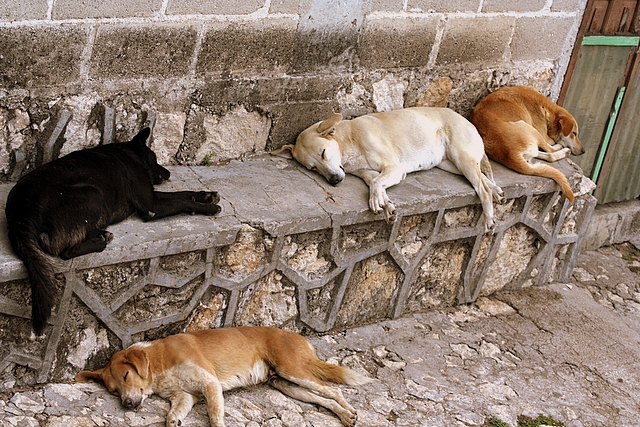
خواب نیمروزی سگ‌های خیابانی در سان کریستوبال، ایالت چیاپاس مکزیک.

خواب نیمروزی، خواب قِیلوله یا چُرت بعد از ظهر، خواب کوتاه نیم‌روزه است. از نظر پزشک برای تجدید قوا و سلامتی ذهن و روان مفید است و موجب تقویت حافظه می‌شود. مدت این خواب بین بیست دقیقه تا نیم ساعت دانسته شده‌است. این خواب برای مناطق گرم ضروری‌تر بنظر می‌رسد.
چرت بعد از ظهر بهتر است طولانی‌تر از ۲۰ دقیقه نباشد تا فرد وارد مرحله عمیق خواب نشود، زیرا در این صورت بیدار شدن و از سرگرفتن فعالیت و کار روزانه سخت‌تر خواهد شد.
خواب نیمروزی می‌تواند باعث اختلال در خواب شب شود.

## زمان خواب نیمروزی
در فرهنگ معین خواب قیلوله معادل خواب نیمروزی یا خواب پیش از ظهر عنوان شده‌است. در منابع اسلامی خصوصاً تشیع از آن به‌عنوان خواب قیلوله یاد شده و زمان آن هنگام ظهر (کمی قبل از نماز ظهر تا ساعاتی بعد از آن) است.
در مناطق کویری ایران در قدیم گاه از پایاب قنات‌ها که خنک است به عنوان محل خواب نیمروزی استفاده می‌شد. پایاب محل دسترسی به آب قنات در حیاط خانه‌ها و مسجدهاست.